# نامه‌های منسوب به امیرکبیر
امروزه از میرزا محمد تقی‌خان فراهانی (۱۱۸۶–۱۲۳۰ ه‍.خ) دست‌نوشته‌ها، اسناد و نامه‌هایی باقی مانده‌است. در مورد صحیح یا جعلی بودن چندی از نامه‌های منسوب به او، اختلاف نظرهایی وجود داشته‌است.

## دست‌نوشته ادعایی به ناصرالدین‌شاه
تصویری از یک دست‌نوشته منسوب به امیرکبیر وجود دارد که مخاطب آن ناصرالدین‌شاه است. متن این دست‌نوشته که چندین سال ابتدا به شکل پلی‌کپی (به ویژه میان ایرانیان مقیم آمریکا) و بعداً در اینترنت و شبکه‌های اجتماعی منتشر شد بدین شرح است:

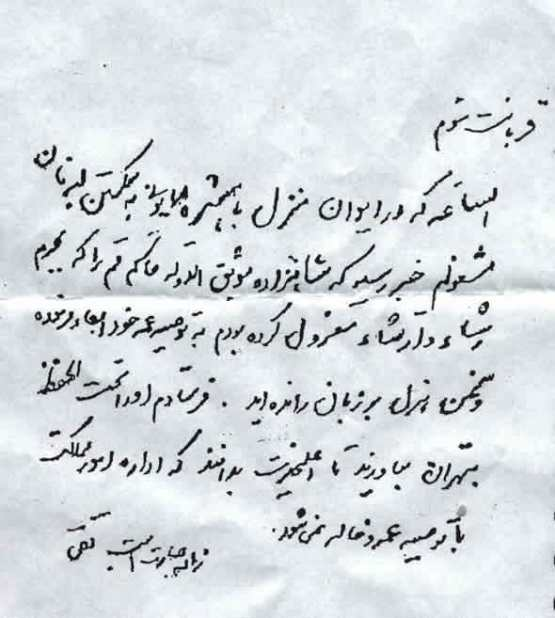
تصویری از دست‌خطی که ادعاشده مربوط به امیرکبیر است

قربانت شوم
الساعه که در ایوان منزل با همشیره همایونی به شکستن لبه نان مشغولم خبر رسید که شاهزاده موثق‌الدوله حاکم قم را که به جرم رشاء و ارتشاء معزول کرده بودم به توصیه عمه خود ابقاء فرموده و سخن هزل بر زبان رانده‌اید. فرستادم او را تحت‌الحفظ به تهران بیاورند تا اعلیحضرت بدانند که اداره امور مملکت با توصیه عمه و خاله نمی‌شود.
زیاده جسارت است. تقی

### کاربرد به عنوان سند اصیل
این دست‌نوشته در منابعی به عنوان یک سند واقعی منتشر شده‌است که مقاله حسین شهسوارانی در فصلنامه اباختر، یادداشت مهدی غنی در روزنامه اعتماد و مطلبی در وبگاه خبری تابناک از آن جمله هستند.

#### نطق الیاس نادران
الیاس نادران نماینده تهران در دوره هفتم مجلس شورای اسلامی در نطق پیش‌ازدستور خود در تاریخ ۹ دی ۱۳۸۳ این نامه را در صحن علنی مجلس خواند.

#### نصب در باغ فین
شاهین سپنتا در مطلبی در وبلاگ خود از نصب این نامه در باغ فین کاشان خبر داد.

### رد اصالت

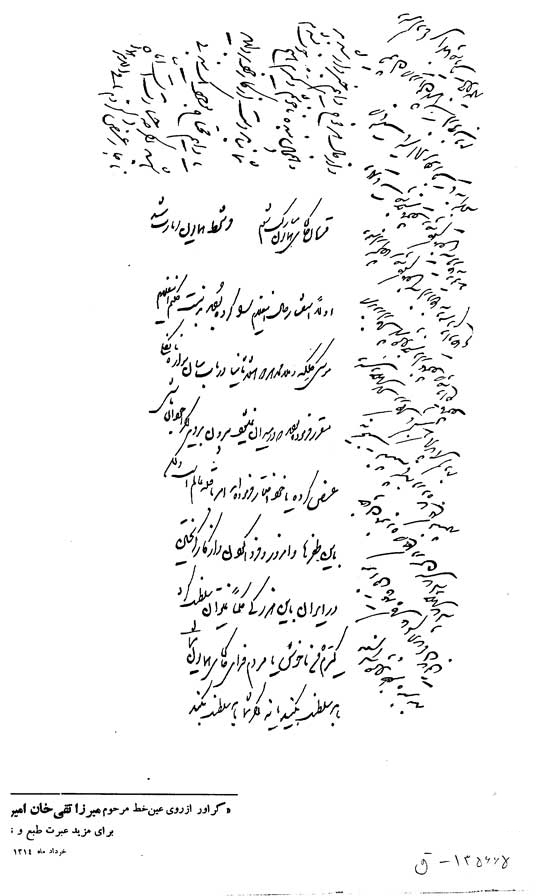
گراور دست‌خط امیرکبیر در نامه‌ای به ناصرالدین‌شاه دربارهٔ دارلفنون

ایرج افشار و نصرالله حدادی این دستخط را با ذکر دلایلی جعلی می‌دانند. ایرج افشار در بخارا آن را «نامه‌ای مزوّر و مجعول آن هم به طریقی جاهلانه» نامید و حدادی در یادداشتی در اعتماد (که بعداً در اطلاعات و خبرآنلاین بازنشر شد) آن را حاصل «سندسازی و جعل» خواند.

#### عدم ثبت در منابع معتبر
این سند در هیچ‌یک از کتاب‌های معتبری که در مورد امیرکبیر است (مانند امیرکبیر و ایران فریدون آدمیت، امیرکبیر عباس اقبال آشتیانی و قبله عالم عباس امانت) یا اسناد وی را جمع‌آوری کرده‌است (دو کتاب علی آل‌داوود، نامه‌های امیرکبیر (۱۳۷۱) چاپ نشر تاریخ ایران و اسناد و نامه‌های امیرکبیر (۱۳۷۹) چاپ سازمان اسناد ملی) ثبت یا اشاره نشده‌است.

#### شیوه نگارشی
به نوشته افشار، «شیوه خط و پیچ‌وخم کلمات آن گویای تازه‌نویسی و ناشی‌گرانه‌نویسی است». ایرادهای واردشده به شیوه نگارشی عبارتند از:
1. در زمان زندگانی امیرکبیر، نوشتن تهران به شکل «طهران» متداول بوده‌است و کسی «تهران» نمی‌نوشته‌است. این شیوه نگارشی بعد از دوران احمدشاه رایج شد.[۱۲]
2. استفاده از نشانه‌های نوشتاری مانند نقطه و ویرگول رایج نبوده و در دیگر نوشته‌های امیرکبیر وجود ندارد در حالی که در این متن دو بار نقطه‌گذاری شده‌است.[۱۳]
3. در متن شکستن به صورت «سکستن» و نام شاهزاده مغشوش نوشته شده‌است که به شیوه‌های موثق‌الدوله، مؤیق‌الدوله و مویق‌الدوله می‌توان آن را خواند. در نام شاهزاده زیر «ث» دو نقطه گذاشته شده‌است که در الفبای فارسی چنین حرفی نیست.[۱۴]
4. در متن، «به» دو بار به‌شکل چسیبیده به واژه بعدی (مثل بتهران) و جدا (مثل به توصیه) نوشته‌شده که با یکدیگر همخوانی ندارد.[۱۵]
5. عبارت «شکستن لبه نان» بی‌معناست.[۱۶]

#### عدم تطابق با دیگر اسناد امیرکبیر
نامه فاقد تاریخ نگارش است و «هو» که در بالای نامه‌هایش می‌نوشت نیز وجود ندارد.
دستخط
به نوشته افشار و حدادی، دستخط این نامه با خط امیرکبیر در دیگر اسناد کاملاً متفاوت است و جعلی بودن آن را نشان می‌دهد.
الفاظ و عبارات
1. او در نامه‌هایش عزت‌الدوله که همسر خود و خواهر شاه بود را همیشه «ملک‌زاده خانم» یا «خانم» نوشته‌است و هیچ‌گاه از «همشیره همایونی» استفاده نکرده‌است.[۲۱]
2. در پایان‌نامه‌هایش از عبارت «امر همایون مطاع مطاع» استفاده می‌کرد که در این نامه مشاهده نمی‌شود.[۲۲]
3. امضای امیرکبیر در زیر نامه‌هایش «میرزامحمدتقی خان»، «محمد تقی بن محمد قربان»، «المتوکل علی‌الله محمدتقی»، «عبده الراجی محمدتقی» و «لا اله الا الله الملک الحق المبین محمدتقی» بوده‌است و هیچ‌گاه «تقی» امضا نکرده‌است.[۲۳]
4. «قربانت شوم» مخصوص طبقه خاصی بوده‌است و امیرکبیر هیچ‌گاه کمتر از «قربان خاک پای همایون مبارکت شوم» ننوشته‌است.[۲۴]

لحن
عبارت «سخن هزل بر زبان رانده‌اید» که خطاب به ناصرالدین‌شاه است، جمله‌ای عتاب‌آلود است که چنین لحنی در هیچ‌یک از نامه‌های امیرکبیر حتی در اوج قدرتش دیده نشده‌است.

#### تردید در وجود موثق‌الدوله
شخصی به نام «موثق‌الدوله» که حاکم قم باشد وجود نداشته‌است.
به احتمال قوی ریشه جعل چنین نامه یی را می‌شود در نقاشی معروفی که توسط ابوالحسن غفاری کشیده شده جست و پاسخ ابهامات موجود در نامه را به صورتی دیگر و واقعی دریافت کرد.
(محمدعلی طهماسب زاده)
این تصویر در سال ۱۲۶۷ قمری (یک سال قبل از عزل امیرکبیر) توسط ابوالحسن غفاری و در طول سفر به اصفهان کشیده شده‌است. در این سفر ناصرالدین‌شاه قصد نداشت عباس میرزا ملک‌آرا (برادر ناتنی خود که از کودکی مورد نفرت ناصرالدین بود و همچنین تصور می‌کرد که به تاج و تخت چشم دارد) و مادر وی را همراه ببرد اما به اصرار امیرکبیر آنان همراه کاروان شدند. در هنگام بازگشت شاه عباس میرزا را حاکم قم نمود تا در حالتی تبعید گونه از پایتخت دور بماند. امیرکبیر فرمان شاه را نقض کرد و به آن‌ها دستور داد همراه کاروان شوند. شاه با امیرکبیر به منازعه برخاست و بر حکم خود اصرار کرد و در ضمن به امیرکبیر بی‌اعتماد شد. ابوالحسن غفاری (عموی کمال‌الملک) در این پرده نقاشی که در اصل برای کتاب هزار و یکشب ترسیم شده، هارون الرشید را به شکل ناصرالدین شاه و جعفر برمکی را به شکل امیرکبیر در کنار جوانی که احتمالاً عباس میرزاست نقش کرده‌است که این نقاشی را می‌توان به هوشمندی و آینده‌نگری نقاش یا به بدخواهی دشمنی او با امیرکبیر منتسب کرد. این نقاشی هم‌اکنون در وضعیت بدی به سر می‌برد؛ و در واقع آن را پاره کرده و فقط تصویر امیرکبیر را از آن خارج کرده‌اند.
(برگرفته از صفحه ۲۱۰ کتاب قبله عالم نوشته ی؛ عباس امانت و ترجمه ی؛ حسن کامشاد)

## نامه ادعایی به وزیر مختار بریتانیا
عباس امانت در کتاب خود قبله عالم، نوشته‌است که در محرم ۱۲۶۸ ق. امیرکبیر نامه‌ای به جاستین شیل (وزیر مختار بریتانیا) می‌دهد. وی در کتابش (صص ۲۲۹–۲۲۸) متن نامه را چنین نقل کرده‌است:
آن جناب اغلب گفته‌اند که از جانب دولت انگلیس خاصه دستور دارند ضعفا و ستمدیدگان را معاضدت فرمایند. من امروزه در ایران احدی را نمی‌شناسم که از خود من ستمدیده‌تر و بی‌کس‌تر باشد. این مختصر را در دم آخر (پیش از عزیمت به تبعید کاشان) به شما می‌نویسم. من بدون هیچ تقصیری نه فقط از مقام و منصب خود معزول بلکه ساعت به ساعت در معرض مخاطرات تازه می‌باشم. افراد ذی‌نفع که دور شاه حلقه زده‌اند به این اکتفا ندارند که غضب همایونی تنها شامل حال من شود، بلکه اولیای دربار را چنان بر ضد من برانگیخته‌اند که دیگر امیدی به جان خود و عائله و برادرم ندارم. علی‌هذا من و خویشان و برادرم خود را به دامن حمایت دولت بریتانیا می‌اندازیم. اطمینان دارم که آن جناب به معاضدت اقدام می‌کنند و طبق قواعد انسانیت و شرافت به طرزی شایسته تاج و تخت بریتانیای کبیر و شأن ملت انگلیس در حق من و خانواده و برادرم عمل خواهید فرمود. فقدان هرگونه تقصیر این جانب از یادداشت رسمی وزیر امور خارجه [بریتانیا] به وزیر خارجه این دربار مشهود است. دیگر توان (یا مجال) نوشتن ندارم.

### سند نامه
امانت در نقل نامه به سند شماره F.O. 60/164 در آرشیو ملی بریتانیا استناد کرده‌است.
اصل متن این نامه یا رونوشت آن به زبان فارسی موجود نیست، اما دست‌کم دو ترجمه از آن (به زبان انگلیسی) در اسناد وزارت خارجه بریتانیا موجود است که یکی مربوط به جاستین شیل است که در ۲۷ یا ۲۸ محرم (۱۸۵۱ م.) ارسال شده‌است و دیگری مربوط به چارلز موری وزیر مختار بعد از شیل است که تاریخ آن ۶ سال بعد (۱۸۵۷ م.) است.

### نقد صحت
فریدون آدمیت در کتاب امیرکبیر و ایران اشاره‌ای به این نامه نکرده‌است و عباس امانت او را به دلیل استفاده از این سند و چشم‌پوشی این نامه مورد انتقاد قرارداده‌است. امید پارسانژاد ستون‌نویس شرق نیز معتقد است که آدمیت عمداً از ذکر این نامه خودداری کرده و این کار «قابل‌توجیه» نیست.
پیروز مجتهدزاده در کتابش «میرزا نصرالله اعتمادالدوله صدراعظم نوری: بزرگ‌ترین قربانی تاریخ‌نویسی برای قهرمان‌پروری» (۱۳۸۷) با اشاره به این نامه، بحث مفصلی در این مورد می‌کند و صحت این نامه را تأیید می‌کند. به گفته مجتهدزاده «این مجموعه مکاتبات ابتدا نشان می‌دهد که دولت بریتانیا در دادن مجوز تحت‌الحمایگی به امیرکبیر ابا داشت و پس از استدلال‌های جاستین شیل با این امر موافقت کرد» اما در نهایت بریتانیا موفق به نجات جان او نشد. او همچنین معتقد است که این سند «دال بر نوکری امیرکبیر نیست».
یک نکته در مورد نامه، عدم تطابق تاریخ‌های آن است که مشخص نیست در ۲۷ محرم بوده یا ۲۸ محرم. امانت در پانویس کتابش می‌نویسد: «تاریخ نامه پنجشنبه ۲۸ محرم سال ۱۲۶۸ (قمری)، ۲۲ نوامبر ۱۸۵۱ (میلادی) است. تاریخ میلادی متقارن با پنجشنبه است ولی ۲۸ محرم به جمعه می‌افتد. بعید نیست این تفاوت در نتیجه بد خواندن تاریخ به خط فارسی روی داده و تاریخ ۲۷ محرم بوده‌است». برخی منتقدان یه این دلیل نامه را مخدوش می‌دانند.
آرش بهداد در شرق می‌نویسد «نمی توان به نتیجه‌ای قطعی در مورد اصالت این نامه رسید». او نقل می‌کند ر.ج. واتسون، منشی سفارت بریتانیا در تهران، در کتاب خود «تاریخ ایران» به این نامه اشاره‌ای نکرده‌است و معتقد است به لحاظ منطقی نیز می‌توان ایرادهایی به متن نامه وارد کرد. اما «از سوی دیگر قرینه یا دلیلی قطعی بر جعلی بودن این نامه نیز وجود ندارد».
محمدرضا جوادی یگانه، دانشیار گروه جامعه‌شناسی دانشگاه تهران، در مقاله‌ای در همشهری ماه (ش. ۴۵) تردیدهایی دربارهٔ صحت این نامه ابراز کرد اما در عین حال نوشت «نمی‌توان از یک سند موجود در وزارت خارجه بریتانیا چشم‌پوشی کرد». مسعود رضایی در شماره بعدی همین نشریه صحت این نامه را زیر سؤال برد.
عبدالله شهبازی که نامه را اصیل نمی‌داند می‌نویسد: «سند یادداشتی است به خط و زبان انگلیسی که ضمیمه گزارش مورخ ۲۲ نوامبر ۱۸۵۱ کلنل شیل به لندن است و به عنوان «ترجمه نامه» امیرکبیر به وزارت خارجه بریتانیا ارسال شده. به عبارت دیگر، نامه‌ای به خط و امضای امیرکبیر در دست نیست».
مجید تفرشی، سندشناس، در یادداشتی در سایت تاریخ ایرانی می‌نویسد که «نامه منتسب به امیرکبیر، تنها یک ترجمه شتاب‌زده توسط مترجمان سفارت بریتانیاست». او معتقد است که عدم حفظ نسخه اصلی این سند توسط جاستین شیل برخلاف سنت دیپلماتیک بریتانیاست و در آرشیو ملی بریتانیا اصل نامه‌های فارسی بسیاری از شخصیت‌ها از شاه تا مردم عادی حفظ شده‌است. او همچنین دو ترجمه این نامه را «مغلوط و متفاوت» نسبت به هم می‌داند. البته او احتمال درست‌بودن گزارش شیل را نیز منتفی نمی‌داند و این احتمال را مطرح می‌کند که افرادی به عنوان واسطه برای نجات امیرکبیر چنین کرده‌اند.
در مقابل حسن کامشاد که کتاب عباس امانت را از انگلیسی به فارسی ترجمه نموده‌است می‌گوید ترجمه انگلیسی اسناد و نامه‌ها که مورد استفاده و استناد مترجم کتاب بوده‌است به کار وی نیامده است چرا که ترجمه فارسی متنی که قبلاً از فارسی به انگلیسی برگردانده شده به کار نمی‌آمده‌است، بلکه او با مراجعه به کتابخانه ملی بریتانیا و طی مراحل دشوار به اصل نامه‌ها به زبان فارسی دست یافته و آن‌ها را در کتاب مورد استفاده قرار داده‌است. کامشاد به همین علت ترجمه قبله عالم را توان‌فرساترین کار ترجمه خود می‌خواند که پنج سال زمان برده‌است.

## یادکرد منابع
1. ↑  افشار.
2. ↑  گمانه.
3. ↑  شهسوارانی.
4. ↑  غنی.
5. ↑  تابناک.
6. ↑  مشروح مذاکرات مجلس شورای اسلامی، دورهٔ هفتم، جلسهٔ ۶۴.
7. ↑  سپنتا.
8. ↑  افشار.
9. ↑  حدادی.
10. ↑  حدادی.
11. ↑  افشار.
12. ↑  افشار.
13. ↑  حدادی.
14. ↑  حدادی.
15. ↑  حدادی.
16. ↑  حدادی.
17. ↑  حدادی.
18. ↑  افشار.
19. ↑  افشار.
20. ↑  حدادی.
21. ↑  حدادی.
22. ↑  افشار.
23. ↑  حدادی.
24. ↑  افشار.
25. ↑  حدادی.
26. ↑  افشار.
27. ↑  حدادی.
28. ↑  پارسانژاد.
29. ↑  غلامی.
30. ↑  پارسانژاد.
31. ↑  بهداد.
32. ↑  پارسانژاد.
33. ↑  غلامی.
34. ↑  پارسانژاد.
35. ↑  بهداد.
36. ↑  غلامی.
37. ↑  غلامی.
38. ↑  تفرشی.
39. ↑  کامشاد، حسن جلد دوم (۱۳۹۲). حدیث نفس. نشر نی. شابک ۹۷۸-۹۶۴-۱۸۵-۲۱۸-۶. صفحهٔ ۱۹۶